# Pharussäle

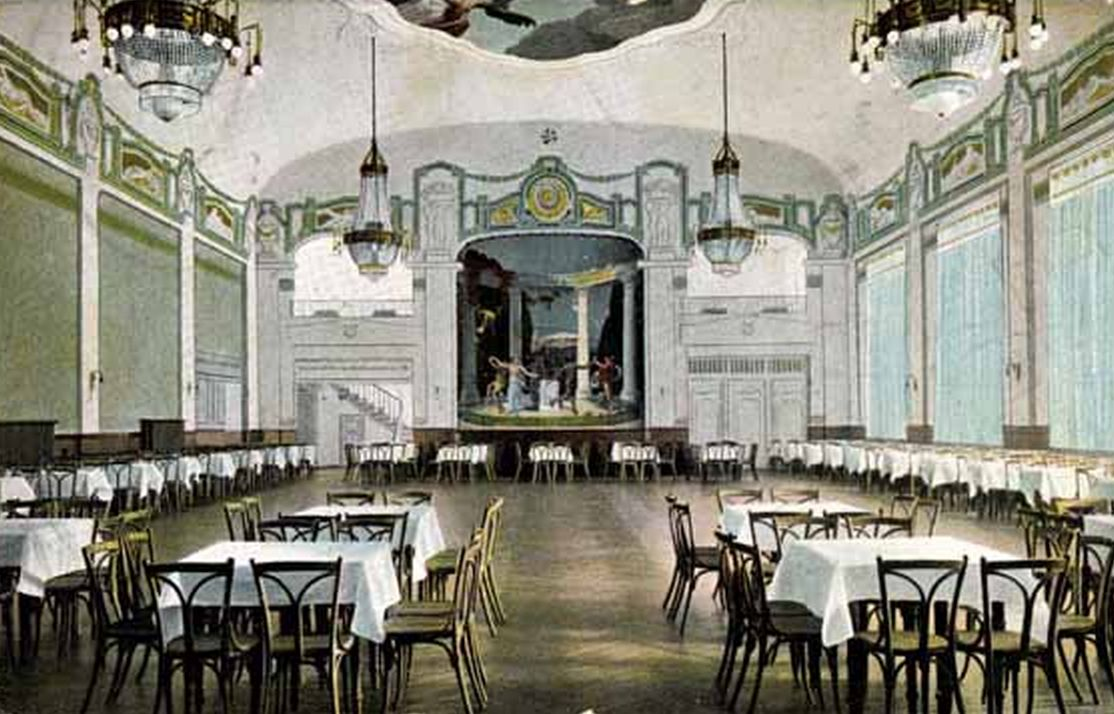
Pharus-Säle 1908

Die Pharussäle waren ein Veranstaltungszentrum in der Müllerstraße 143 im Berliner Wedding. Bekannt waren die Säle, die inmitten des Roten Weddings lagen, als „zweites Wohnzimmer“ der KPD.

## Geschichte und Beschreibung
Die Säle entstanden 1907 als Nachfolger des Feldschlösschens von Brauereibesitzer Wilhelm Bönnhoff, eines großen Biergartens mit Theater- und Konzertsaal, der dem Bau des Brüsseler Kiezes im Wedding zum Opfer gefallen war.
Die Pharus-Säle bestanden aus einem Wohnhaus zur Straße hin und einem rückwärtigen Gebäude, das auf zwei Etagen die Veranstaltungssäle aufnahm. Die neuen Säle fassten bis zu 2.500 Menschen. Dort fanden Feiern aller Art statt, von privaten Feiern bis zu Feierlichkeiten zum Geburtstag des Kaisers durch die Gemeinde der Kapernaum-Kirche. Schon frühzeitig dienten die Räumlichkeiten für politische Veranstaltungen. So traf sich dort regelmäßig die SPD mit dem im Wedding tätigen Karl Liebknecht, die die Säle aus Ausweichort nutzte, da politische Veranstaltungen unter freiem Himmel im Kaiserreich verboten waren. Bemerkenswerte Veranstaltungen, die hier stattfanden, waren beispielsweise die Feierlichkeiten als Liebknecht 1908 zum Landtagsabgeordneten gewählt wurde, oder die Feiern, als er 1909 wieder aus dem Gefängnis frei kam.
Nach dem Aufkommen der KPD, die im Wedding eine Hochburg hatte, nutzte diese die Säle zunehmend für eigene Veranstaltungen. So fand hier etwa 1929 der 12. Parteitag statt, auf dem unter anderem Ernst Thälmann, Walter Ulbricht und Wilhelm Pieck wieder in das Zentralkomitee gewählt wurden. Dies war der letzte legale Parteitag der KPD. Denkwürdig war er auch, da Thälmann hier öffentlich seine These vom Sozialfaschismus der SPD ausbreitete.
Auch den ersten größeren öffentlichen Auftritt der NSDAP gab es in den Sälen. Der neu als Gauleiter nach Berlin beorderte Joseph Goebbels mietete den Saal für den 11. Februar 1927 als symbolträchtigen Ort der „Roten“, um hier Präsenz zu zeigen. Der Auftritt endete erwartungsgemäß in einer Saal- und Straßenschlacht mit vielen Schwerverletzten.
Nach der Machtübernahme der NSDAP kündigte diese dem jüdischen Pächter der Säle. In den Pharussälen fanden nun eher unpolitische Veranstaltungen – von Kleintierausstellungen bis zu Operettenabenden – statt. Ab 1940 wurde in den Sälen eine Großkantine zur Verpflegung hilfsbedürftiger Menschen eingerichtet. Auch die Swing-Jugend soll das Gebäude zu verbotenen Swing- und Tanzabenden genutzt haben.

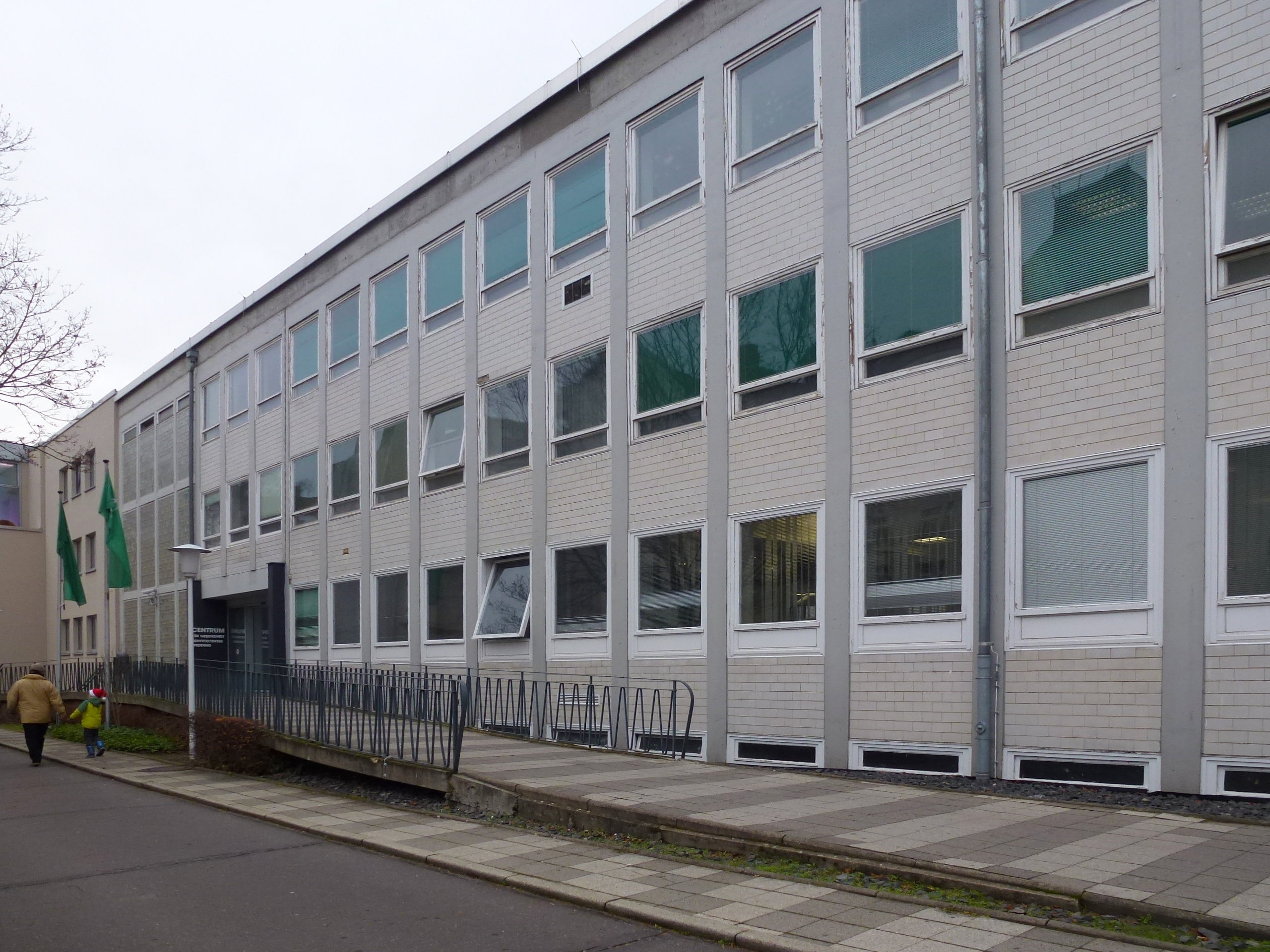
Berlin-Wedding, Müllerstraße 143, AOK-Service-Centrum

Die Säle wurden 1945 im Krieg zerstört und 1955 komplett abgerissen. An ihrer Stelle errichtete Hertie ein Kaufhaus nach Plänen von Hans Soll, das 1998 einem Einkaufszentrum weichen musste. Ebenfalls auf dem Grundstück entstand 1960 eines von insgesamt 90 West-Berliner Ambulatorien – Stützpunkte verschiedener Fachärzte an einem Standort. Nachdem die West-Berliner niedergelassenen Ärzte das Konzept des Ambulatoriums als „kommunistisch“ verurteilt hatten, setzten sie die Schließung aller Ambulatorien durch. Einzig das im Wedding blieb bestehen, da es in direkter Trägerschaft der AOK war, die dem politischen Druck nicht nachgab.